# Blepharella erebiae
Blepharella erebiae är en tvåvingeart som beskrevs av Louis-Paul Mesnil 1970. Blepharella erebiae ingår i släktet Blepharella och familjen parasitflugor.
Artens utbredningsområde är Malawi. Inga underarter finns listade i Catalogue of Life.